# Jan Kočka
Jan Kočka (* 23. prosince 1966) je český manažer a podnikatel, člen ČSSD.

## Policejní obvinění
Policie České republiky v květnu 2017 v jeho firmě zajišťovala dokumenty ke kauze ovlivňování zakázek pražské městské firmy Technická správa komunikací (TSK). Později policie obvinila Kočku, že byl údajně členem skupiny, která připravila stát prostřednictvím daňových úniků o 415 milionů korun. Podle policie Kočka a jeho firma Prostor zkrátili daň celkem o čtrnáct milionů korun tím, že nechávali zaúčtovat faktury za fiktivní reklamní činnost.
V červenci 2021 byl mezi třemi zadrženými, kteří jsou podle policie podezřelí z násilného trestného činu. Zastupování Kočky se ujal advokát a bývalý kontroverzní státní zástupce Vlastimil Rampula.

## Rodina
Je synem Václava Kočky staršího, provozovatele Matějské pouti na pražském Výstavišti a bratrem Václava Kočky, který byl v roce 2008 zastřelen v pražské restauraci Monarch. Jeho syn Jan Kočka mladší zahynul jako osmadvacetiletý v září 2018 při tragické dopravní nehodě, kterou způsobil jízdou pod vlivem alkoholu a kokainu, na dálnici D11 nedaleko exitu Sadská, kdy se v protisměru čelně střetl jeho Mercedes-Benz třídy G s nákladním vozem.